# Johannes Schöllhorn

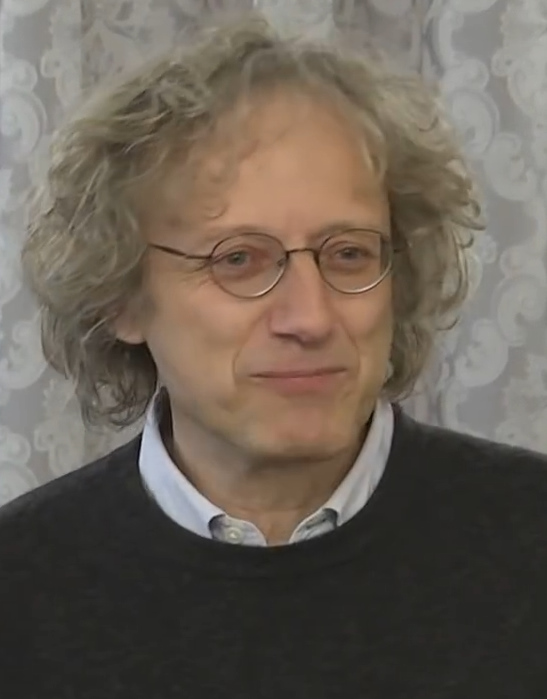
Johannes Schöllhorn (2019)

Johannes Schöllhorn (* 30. Juni 1962 in Murnau am Staffelsee) ist ein deutscher Komponist und Hochschullehrer.

## Leben
Schöllhorn wuchs in Marktoberdorf auf. Er studierte Komposition bei Klaus Huber, Emmanuel Nunes und Mathias Spahlinger und Musiktheorie bei Peter Förtig an der Hochschule für Musik Freiburg. Außerdem besuchte er Dirigierkurse bei Péter Eötvös.
Schöllhorn arbeitete Solisten und Ensembles zusammen wie dem Ensemble Modern, dem Klangforum Wien, dem Ensemble Intercontemporain, dem Ensemble recherche, dem Ensemble MusikFabrik, dem Ensemble Ascolta und den Neuen Vocalsolisten Stuttgart sowie mit Orchestern wie dem Deutschen Symphonie-Orchester Berlin, dem WDR Sinfonieorchester dem SWR Sinfonieorchester Stuttgart, dem Philharmonia Orchestra London und dem Philharmonischen Orchester Seoul.
Schöllhorn leitete von 1998 bis 2004 das Ensemble für Neue Musik an der Hochschule für Musik Freiburg. Von 1995 bis 2000 lehrte er an der Hochschule Musik und Theater Zürich und von 2001 bis 2009 als Professor für Komposition an der Hochschule für Musik und Theater Hannover, wo er auch Leiter des Instituts für Neue Musik war. Ab 2009 wirkte er als Professor an der Hochschule für Musik und Tanz Köln. Seit 2017 ist er  Professor für Komposition an der Hochschule für Musik Freiburg und leitet zugleich das Institut für Neue Musik der Hochschule.

## Preise
- 1997: Gewinner des Comitée de Lecture des Ensemble intercontemporain[2]
- 2009: Praetorius Musikpreis[2]
- 2025: Aufenthaltsstipendiat in der Casa Baldi in Olevano Romano, Deutsche Akademie Rom Villa Massimo[3]